# Davide Tentoni
Davide Tentoni (Rimini, 25 ottobre 1970) è un allenatore di calcio ed ex calciatore italiano, di ruolo centrocampista.

## Carriera

### Giocatore
Esordisce tra i professionisti con il Riccione dove gioca dal 1987 al 1991 per un totale di 106 partite e 4 gol. Dal 1991 al 1994 passa al Padova prima in Serie B e poi in Serie A dove gioca 3 partite in massima serie. Nel 1994 passa al Venezia in Serie B mentre dal 1995 al 1999 gioca all'Ancona (102 partite e 10 gol). Nel 1999 veste al maglia del Perugia in Serie A dove ottiene 9 presenze. Dal 1999 al 2001 gioca per il Ravenna mentre dal 2001 al 2004 per l'Ascoli. Nel 2005 veste la maglia della Viterbese per poi passare al Legnano dove nel 2006 chiude la carriera.

### Allenatore
Intrapresa la carriera da allenatore, affronta diversi incarichi, tra cui Imolese, Morciano, Urbino ed altre squadre di Serie D.
Nella stagione 2012-2013 intraprende l'esperienza del calcio giovanili, divenendo l'allenatore degli Allievi Nazionali del Treviso. Nel 2014 viene promosso ad allenatore della prima squadra, concludendo la stagione con la vittoria il campionato. La stagione successiva, 2014-2015, continua la sua esperienza con la squadra trevigiana, con cui conclude il suo rapporto al termine della stagione per entrare, nel giugno del 2015, nello staff tecnico dell'Ahli Al-Khaleel di Hebron, società della Prima Lega della Cisgiordania, la massima serie del calcio palestinese, disputando anche l'AFC Champions League, la Champions League asiatica.
Nel gennaio 2016 ritorna in Italia, accomodandosi sulla panchina dell'Atletico Azzurra Colli, società di Colli del Tronto (AP) che milita nella Promozione marchigiana. La stagione successiva, 2016-2017, approda al Delta Rovigo, oggi Delta Porto Tolle, in Serie D, ricoprendo il ruolo di allenatore in seconda.
Nella stagione 2017-2018 torna tra i professionisti, diventando l'allenatore in seconda di Gaetano Fontana, tecnico del Cosenza partecipante al campionato di Lega Pro, venendo esonerato il 25 settembre 2018.
Per la stagione 2018-2019, viene ingaggiato dall'Arcella Calcio, compagine con sede a Padova, militante nell'Eccellenza Veneta. Dopo un ottimo campionato viene confermato anche per la stagione 2019-2020 e la successiva 2020-2021. Conduce la squadra ad un terzo posto finale nel campionato 2021-2022 terminando qui il suo ciclo. Per la stagione 2022-2023 viene ingaggiato come tecnico della Robeganese Salzano militante in Eccellenza, il tecnico rassegna però le dimissioni prima dell'inizio della stagione. A Gennaio 2023 assume la carica di tecnico del Pozzonovo, formazione padovana, militante in Eccellenza, termina il campionato con la retrocessione.
A Settembre 2023 assume la guida tecnica dell'Academy Plateola 1911, formazione padovana, militante in Eccellenza. Il 6 febbraio 2024 viene sollevato dall'incarico.

## Palmarès

### Giocatore

#### Club

##### Competizioni nazionali
- Campionato italiano di Serie B: 1

Padova: 1993-1994
- Campionato italiano Serie C1: 2

Ancona: 1996-1997
Ascoli Calcio: 2001-2002
- Supercoppa di Lega Pro: 1

Ascoli Calcio: 2002

### Allenatore

#### Club
- Campionato Allievi Nazionali: 1

Treviso Calcio: 2013-2014
- Supercoppa di Palestina: 1 (assistant coach)

Al Ahli Hebron: 2015
- Supercoppa di Cisgiordania: 1 (assistant coach)

Al Ahli Hebron: 2015